# Diploglottis smithii
Diploglottis smithii är en kinesträdsväxtart som beskrevs av Sally T. Reynolds. Diploglottis smithii ingår i släktet Diploglottis och familjen kinesträdsväxter. Inga underarter finns listade i Catalogue of Life.